# Contea di Lee (Kentucky)
La contea di Lee in inglese Lee County è una contea dello Stato del Kentucky, negli Stati Uniti. La popolazione al censimento del 2000 era di 7 916 abitanti. Il capoluogo di contea è Beattyville